# Nikolaï Kouznetsov (botaniste)
Pour les articles homonymes, voir Nikolaï Kouznetsov et Kouznetsov.
Nikolaï Ivanovitch Kouznetsov (Никола́й Ива́нович Кузнецо́в), né le 5 (17) décembre 1864 à Saint-Pétersbourg et mort le 22 mai 1932 à Léningrad, est un géographe et botaniste russe et soviétique qui s'est surtout consacré à la flore du Caucase.

## Carrière
Après avoir terminé le lycée militaire N°3 de Saint-Pétersbourg, Kouznetsov entre au département des sciences naturelles de la faculté de physique et de mathématique de l'université impériale de Saint-Pétersbourg à l'automne 1884. À la fin de ses études en 1888, il entre comme fonctionnaire au ministère des domaines de l'État. Il fait plusieurs expéditions avec ses collègues Nikolaï Busch et Alexandre Fomine dans le Caucase entre 1888 et 1890, pour le compte de la Société impériale de géographie. L'étude de la flore du Caucase devient alors le but essentiel de sa carrière. Il est nommé en 1891 assistant-conservateur au jardin botanique impérial. En 1894, il donne des conférences aux étudiantes des cours pédagogiques Friobelev, puis participe l'été de cette année à des expéditions scientifiques en tant que botaniste. Ces expéditions, commandées par le ministère de l'agriculture et des domaines de l'État ont pour but d'étudier les sources des principaux fleuves de Russie européenne.
Kouznetsov devient maître en botanique en 1895 après avoir présenté une thèse sur l'espèce Eugentiana du genre Gentiana. Il est nommé en octobre 1895 professeur extraordinaire de l'université de Iouriev (ex-Dorpat) à la chaire de botanique et directeur du jardin botanique de l'université. Il est nommé professeur ordinaire en 1901. Cette période est la plus féconde pour Kouznetsov. Il fonde une revue savante  Travaux du jardin botanique de l'université de Iouriev (1900-1915), continue à étudier la flore du Caucase, et collabore à la publication de Flora caucasica critica.
Kouznetsov devient membre-correspondant de l'Académie des sciences de Saint-Pétersbourg en 1904. Il donne des cours qui sont publiés en manuels, dont les plus réputés sont Présentation de la systématique des plantes à fleurs (édité en 1914 et en 1936) et Les bases de la botanique (1914, 1915, 1915). Il est également l'un des pionniers de la conservation de la nature en Russie, parvenant à obtenir la fondation d'aires protégées dans le Caucase.
Il est nommé en 1915 directeur du jardin botanique de Nikita en Crimée. Il y fonde avec E.V. Wulff un herbier et un cabinet d'études, acclimate et systématise des espèces de plantes aromatiques et médicinales, organise des expositions des espèces endémiques d'après leur philogénèse et continue à publier Le Messager de la flore russe (1915-1917). De 1918 à 1921, il est professeur à l'université de Tauride (à Simféropol) et fait partie de ceux qui invitent le professeur Vernadski à l'université pour en devenir le recteur. Kouznetsov poursuit ses publications et fait éditer des manuels dont Géographie végétale, l'un des premiers manuels de l'université.
En 1921, il est nommé professeur à la chaire de géographie et d'écologie végétale de l'université de Pétrograd qui devient bientôt Léningrad. L'année suivante, il dirige en plus le département de géobotanique du jardin botanique principal de Léningrad (ex jardin botanique impérial).
Il a publié plus de quatre cents livres, articles ou travaux critiques, etc. de son vivant et a fait partie de nombreuses sociétés savantes.

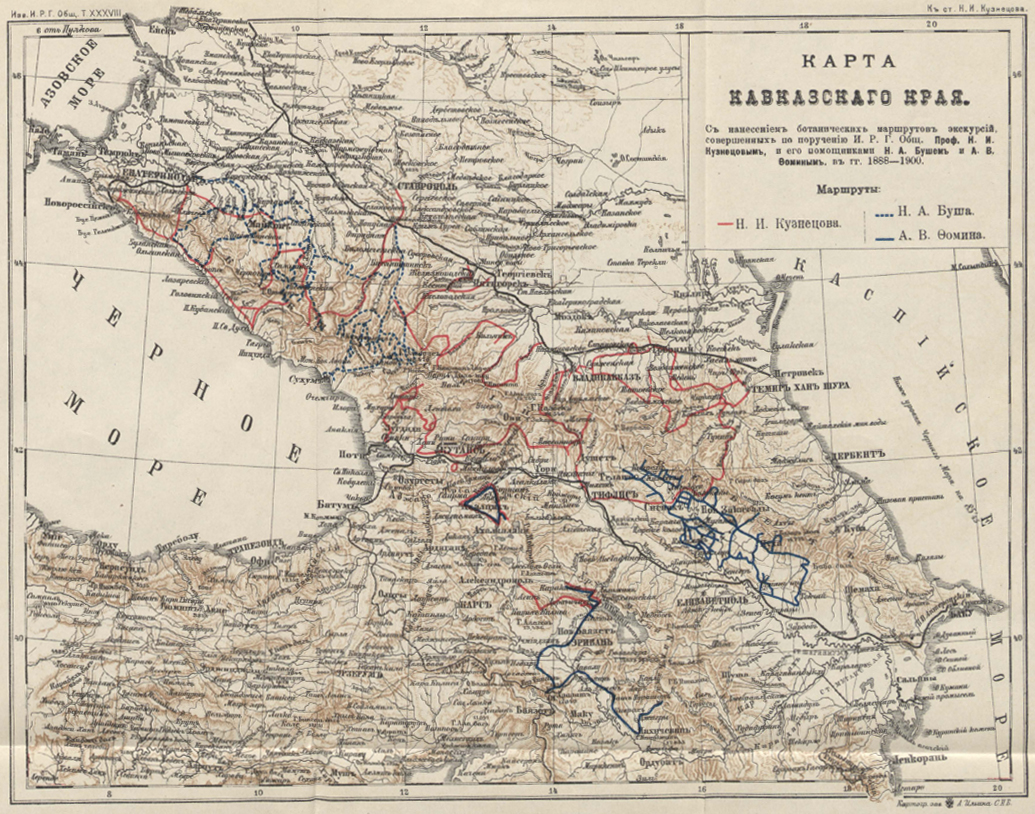
Carte des expéditions du Caucase (1888-1890) avec Busch et Fomine. L'itinéraire de Kouznetsov est en rouge

## Quelques publications
- Mатериалы к лишайниковой флоре Новой Земли/ Scripta Botanica. — 1886—1887. — Т. I, вып. 2. — № 5.
- Исследование флоры Шенкурского и Холмогорского уездов Архангельской губернии // Труды Санкт-Петербургского общества естествоиспытателей. — 1888. — Т. XX.
- Геоботаническое исследование северного склона Кавказа // Известия Императорского русского географического общества. — Т. XXVI.
- Beiträge zur Flora Caucasica. Zwei neue Rhamnus-Formen // Mém. Biol. Acad. St.-Pétersb. — Т. XIII.
- Neue asiatische Gentianen // Mém. Biol. Acad. St.-Pétersb. — Т. XIII.
- К вопросу о влиянии ледникового периода на географическое распространение растений в Европе // Известия Императорского русского географического общества. — Т. XXVII.
- Neue asiatische und americanische Gentianen // Acta H. Petrp. — 1893. — Т. XIII. — № 4.
- Der Botanische Garten der Kaiserlichen Universität zu Jurjew (Dorpat) // Bot. Centralbl. — 1896, 1897 et 1898.
- О ботанико-географических исследованиях Кавказа, совершенных по поручению Императорского Русского Географического Общества // Известия Императорского Русского Географического Общества. — СПБ.: 1902. — vol. II. — Т. XXXVIII. — pp. 206–227. (с картой Кавказского края с нанесением ботанических маршрутов экскурсий, совершенных по поручению И. Р. Г. Общ. проф. Н. И. Кузнецовым и его помощниками Н. А. Бушем и А. В. Фоминым в гг. 1888—1900)
- Опыт изучения сообществ сорной растительности // Труды Владимирского общества любителей естествознания. — Владимир: 1904. — vol. 2. — Т. 1. — pp. 1–9.
- Опыт изучения растительных сообществ в окрестностях гор. Киржача Владимирской губернии. Растительные сообщества в окрестностях гор. Киржача, Покровского уезда, Владимирской губернии // Труды Владимирского общества любителей естествознания. — Владимир: 1904. — vol. 3. — Т. 1.
- «Шутов угол»  // Труды Владимирского общества любителей естествознания. — Владимир: 1905. — pp. 59–85.
- Новейшие успехи океанической фито-географии // Известия Императорского Русского географического общества. — СПБ.: 1906. — Т. 31. — pp. 233–238.
- К характеристике флоры смешанных лесов Средней России // Лесной журнал. — 1907.
- Сорная растительность посевов, меж и запущенных нив на «легких» почвах Покровского уезда Владимирской губернии // Труды Владимирского общества любителей естествознания. — Владимир: 1909. — vol. 3. — Т. 2.
- Нагорный Дагестан и значение его в истории развития флоры Кавказа // Известия Императорского Русского географического общества. — СПБ.: 1910. — vol. 6—7. — Т. 46. — pp. 213–260. (avec 4 cartes)
- Род Lycopsis L. и история его развития // Труды Ботанического музея Академии наук. — СПБ.: 1911. — vol. 8. — pp. 83–120. (avec 2 tableaux et une carte de la distribution du genre Lycopsis L.)
- Опыт деления Сибири на ботанико-географические провинции // Известия Императорской Академии наук. — СПБ.: 1912. — № 14. — pp. 871–897. (avec 4 cartes: de Ledebour, Korjinski, Tanfiliev et Kouznetsov)
- Symphytum asperum Lepech. в Европейской России // Известия Императорской Академии наук. — СПБ.: 1912. — pp. 957–969. (с картой распространения Symphytum asperum Lepech.)
- Переход от Тайнобрачных к Явнобрачным: По лекциям, читанным в Императорском Юрьевском университете: Пособие для студентов при прохождении общего курса ботаники и специального курса систематики растений. — Юрьев: Типография К. Маттисена, 1914. (avec 88 dessins dans le texte)
- Основы ботаники : по лекциям, читанным в Императорском Юрьевском университете. — Издание 2-е. — Юрьев: Типография К. Маттисена, 1915. — Т. I. — 275 pages. (avec 245 dessins dans le texte)
- Основы ботаники : по лекциям, читанным в Императорском Юрьевском университете. — Издание 2-е. — Юрьев: Типография К. Маттисена, 1915. — Т. II. — pp. 276–755. (avec 404 dessins dans le texte)
- Введение в систематику цветковых растений: Пособие для вузов и самообразования / под ред. акад. В. Л. Комарова. — Изд. 2-е, posthume. — Léningrad.: ОГИЗ — Гос. изд-во биол. и мед. лит-ры. Лен. отд., 1936. — 456 pages. (avec 448 dessins et 2 tableaux.)

## Source
- (ru) Cet article est partiellement ou en totalité issu de l’article de Wikipédia en russe intitulé « Кузнецов, Николай Иванович (ботаник) » (voir la liste des auteurs).